# Huy chương Việt Nam

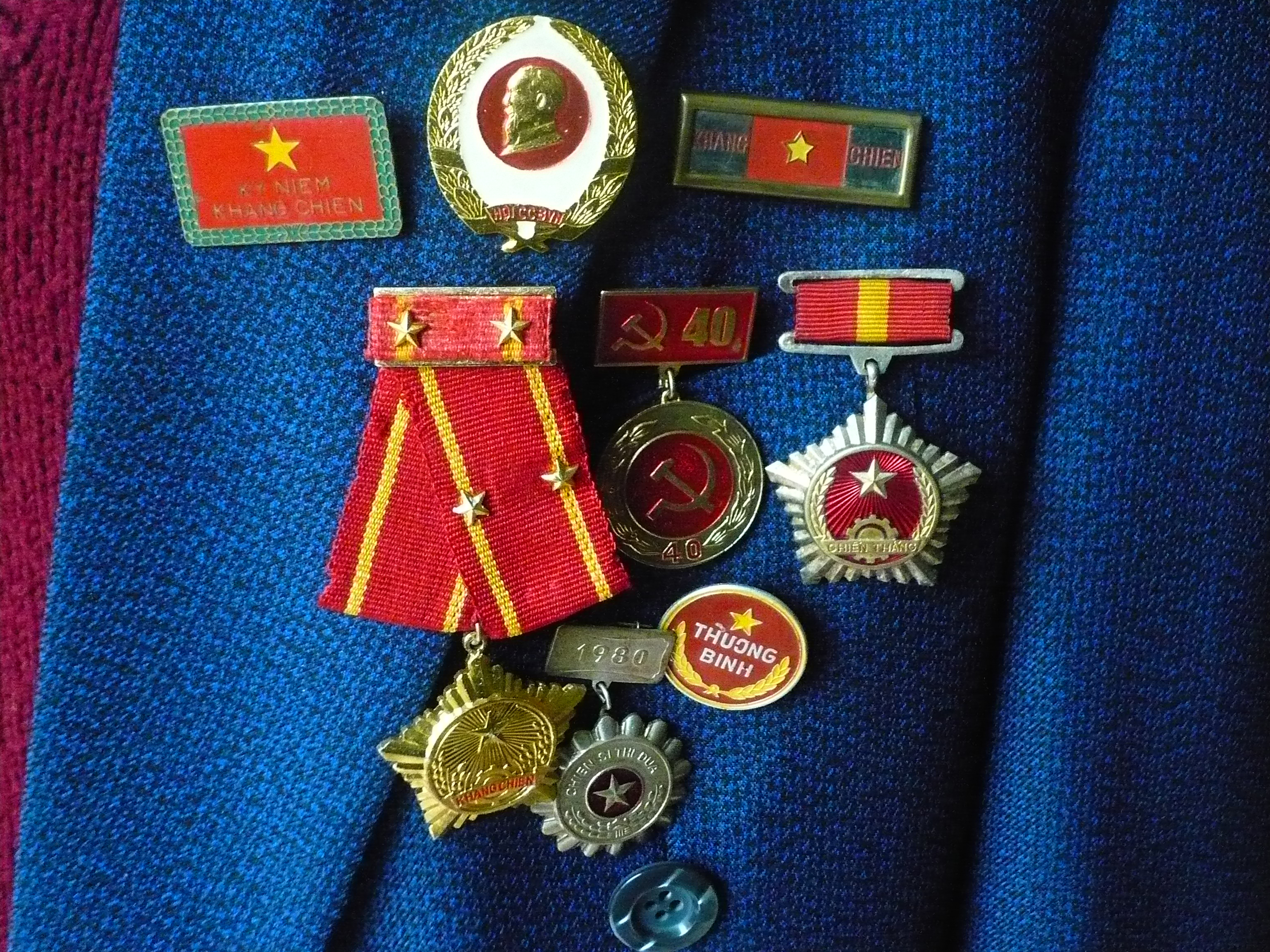
Các loại huy chương ở Việt Nam

Huy chương là vật phẩm đặc biệt do Nhà nước Việt Nam đặt ra để ghi nhận và tặng thưởng cho các tập thể và cá nhân (kể cả người nước ngoài) có thành tích và công lao phù hợp với những tiêu chuẩn khen thưởng được quy định theo từng thời gian cụ thể.
Luật Thi đua - Khen thưởng quy định: huy chương để tặng cho sĩ quan, quân nhân chuyên nghiệp, công nhân quốc phòng làm việc trong cơ quan, đơn vị thuộc Quân đội Nhân dân Việt Nam; sĩ quan, hạ sĩ quan chuyên nghiệp làm việc trong cơ quan, đơn vị thuộc Công an Nhân dân Việt Nam và người nước ngoài đã có thời gian cống hiến, đóng góp cho sự nghiệp xây dựng và bảo vệ Tổ quốc. Huy chương gồm có dải huy chương và thân huy chương. Hình thức các loại, hạng huy chương được phân biệt bằng màu sắc, số vạch trên dải và cuống huy chương. Thẩm quyền tặng huy chương do Thủ tướng Chính phủ quyết định.
Trước khi ban hành Luật Thi đua - Khen thưởng (2003) (26.11.2003), các tổ chức thuộc hệ thống chính trị Việt Nam cũng đặt ra huy chương để ghi nhận và tặng cho tập thể, tặng hoặc truy tặng cho cá nhân (kể cả người nước ngoài) có thành tích và công lao phù hợp với những tiêu chuẩn khen thưởng được quy định theo từng lĩnh vực và từng thời gian cụ thể. Sau khi Luật Thi đua - Khen thưởng có hiệu lực, các tổ chức này chỉ còn thẩm quyền đặt ra Kỷ niệm chương.

## Huy chương Việt Nam trong lịch sử

### Việt Nam Dân chủ Cộng hòa và Cộng hòa Xã hội chủ nghĩa Việt Nam từ thời kỳ 1945 đến nay
Được chia làm 2 thời kỳ:
- Huy chương của nhà nước Việt Nam Dân chủ Cộng hòa (nay là Cộng hòa xã hội chủ nghĩa Việt Nam từ thời kỳ năm 1945 đến trước ngày 01 tháng 7 năm 2004 (trước ngày có hiệu lực của Luật Thi đua - Khen thưởng)
- Thời kỳ từ 1-7-2004 đến nay (sau ngày Luật Thi đua - Khen thưởng có hiệu lực)

#### Từ 1945 đến 1-7-2004
Gồm có 10 loại huy chương sau:
1. Huy chương Anh hùng Lao động
2. Huy chương Anh hùng Lực lượng vũ trang nhân dân
3. Huy chương Bà mẹ Việt Nam anh hùng
4. Huy chương Quân giải phóng Việt Nam
5. Huy chương Kháng chiến hạng nhất, hạng nhì
6. Huy chương Chiến thắng hạng nhất, hạng nhì
7. Huy chương Chiến sĩ vẻ vang
8. Huy chương Quân kỳ quyết thắng
9. Huy chương Vì an ninh Tổ quốc
10. Huy chương Hữu nghị

Trong 10 loại huy chương này có hai loại được chia làm 2 hạng và được phân biệt bằng số sao hoặc vạch trên cuống huy chương:
- Hạng nhất: 2 sao hoặc 2 vạch
- Hạng nhì: 1 sao hặc 1 vạch

Trường hợp cuống huy chương có cả sao và vạch thì lấy số sao để phân hạng. Riêng ba loại Huy chương Quân kỳ quyết thắng, Huy chương Vì an ninh Tổ quốc và Huy chương Hữu nghị có cả dải và cuống huy chương.

#### Từ 1-7-2004 đến nay
Theo Điều 53 của Luật Thi đua - Khen thưởng thì Huy chương của nước Cộng hòa Xã hội Chủ nghĩa Việt Nam gồm 4 loại sau:
- 3 loại không phân hạng:
1. Huy chương Quân kỳ quyết thắng
2. Huy chương Vì an ninh Tổ quốc
3. Huy chương Hữu nghị

- 1 loại phân hạng: Huy chương Chiến sĩ vẻ vang
Loại phân hạng được chia làm 3 hạng và được phân biệt bằng số vạch trên dải huy chương:
- Hạng nhất: 3 vạch
- Hạng nhì: 2 vạch
- Hạng ba: 1 vạch

Riêng 3 loại huy chương trước đây là:
- Huy chương Anh hùng Lao động
- Huy chương Anh hùng Lực lượng vũ trang nhân dân
- Huy chương Bà mẹ Việt Nam Anh hùng

được đổi thành:
- Huy hiệu Anh hùng Lao động
- Huy hiệu Anh hùng Lực lượng vũ trang nhân dân
- Huy hiệu Bà mẹ Việt Nam anh hùng

### Chính quyền cách mạng lâm thời miền Nam
Gồm Huy chương của Mặt trận Dân tộc Giải phóng miền Nam Việt Nam (1960-1969) và Chính phủ Cách mạng lâm thời Cộng hòa miền Nam Việt Nam (1969-1977)
Gồm có bốn loại huy chương sau, đều không có hạng:
1. Huy chương Anh hùng Lực lượng vũ trang giải phóng
2. Huy chương Giải phóng
3. Huy chương Quyết thắng
4. Huy chương Chiến sĩ giải phóng

## Danh sách
| Hình       | Tên                            | Dải        | Ra đời     | Tiêu chí |
| Huy chương | Huy chương                     | Huy chương | Huy chương | Huy chương |
| ---------- | ------------------------------ | ---------- | ---------- | --- |
|            | Huy chương Quân kỳ quyết thắng |            | 27/10/1984 | Huy chương Quân kỳ quyết thắng để tặng cho sĩ quan, quân nhân chuyên nghiệp, công nhân quốc phòng có thời gian phục vụ liên tục trong Quân đội nhân dân từ 25 năm trở lên. Huy chương Quân kỳ quyết thắng không chia hạng. Thẩm quyền tặng Huy chương Quân kỳ quyết thắng do Thủ tướng Chính phủ quyết định.                                    |
|            | Huy chương Vì an ninh Tổ quốc  |            | 26/11/2003 | Huy chương Vì an ninh Tổ quốc để tặng cho sĩ quan, hạ sĩ quan chuyên nghiệp có thời gian phục vụ liên tục trong Công an Nhân dân Việt Nam từ 25 năm trở lên và hoàn thành tốt nhiệm vụ trong thời gian tại ngũ. Huy chương Vì an ninh Tổ quốc không chia hạng. Thẩm quyền tặng Huy chương Vì an ninh Tổ quốc do Thủ tướng Chính phủ quyết định. |
|            | Huy chương Chiến sĩ vẻ vang    |            | 12/9/1961  | Huy chương Chiến sĩ vẻ vang (giai đoạn 1961-2003 gọi là Huân chương Chiến sĩ vẻ vang) để tặng hoặc truy tặng cho quân nhân có công lao trong việc xây dựng Quân đội Nhân dân Việt Nam từ sau Kháng chiến chống Pháp (sau ngày 20 tháng 7 năm 1954).                                                                                             |
|            | Huy chương Hữu nghị            |            | 26/11/2003 | Huy chương Hữu nghị để tặng cho người nước ngoài có thời gian làm việc tại Việt Nam, có nhiều đóng góp vào công cuộc xây dựng và bảo vệ Tổ quốc Việt Nam. Thẩm quyền tặng Huy chương Hữu nghị do Thủ tướng Chính phủ quyết định. |